# Kazaňská federální univerzita
Kazaňská federální univerzita (rusky Казанский (Приволжский) федеральный университет – Kazanskij (Privolžskij) feděralnyj universitět) je univerzita v Kazani v Tatarstánu v Ruské federaci. Byla založena v roce 1804 z nařízení Alexandra I. Pavloviče a jedná se tak o jednu z nejstarších ruských univerzit.
V roce 2023 byly zapsány na seznam světového dědictví UNESCO dvě astronomické observatoře spadající pod Kazaňskou univerzitu - Astronomická observatoř V. P. Engelhardta a Astronomická observatoř Kazaňské univerzity.

## Významné osobnosti
- Gabdulchaj Churamovič Achatov (1927–1986), jazykovědec
- Milij Alexejevič Balakirev (1837–1920), hudební skladatel
- Nikolaj Nikolajevič Beketov (1827–1911), fyzikální chemik
- Alexandr Michajlovič Butlerov (1828–1886), chemik
- Karl Ernst Claus (1769–1864), chemik
- Jan Niecisław Baudouin de Courtenay (1845–1929), jazykovědec
- Jevgenija Semjonovna Ginzburgová (1903–1977), politička
- Vladimir Iljič Lenin (1870–1924), politik a revolucionář
- Nikolaj Ivanovič Lobačevskij (1792–1856), matematik
- Vladimir Vasiljevič Markovnikov (1838–1904), chemik
- Lev Nikolajevič Tolstoj (1828–1910), spisovatel
- Alexandr Michajlovič Zajcev (1841–1910), chemik